# Чемпіонат Південної Америки з футболу 1946
Чемпіонат Південної Америки з футболу 1946 року — дев'ятнадцятий розіграш головного футбольного турніру серед національних збірних Південної Америки.
Турнір відбувався у Аргентині з 12 січня по 10 лютого 1946 року. Переможцем увосьме стала збірна Аргентини.
Цей розіграш був додатковим, тому переможець не отримав жодних нагород, проте пізніше турнір був визнаний КОНМЕБОЛ (як і всі інші додаткові) офіційним чемпіонатом.

## Формат
Відбірковий турнір не проводився. Від участі у турнірі відмовилась Еквадор, Перу і Колумбія. В підсумку у турнірі взяло участь шість учасників: Аргентина, Бразилія, Болівія, Чилі, Парагвай і Уругвай, які мали провести один з одним матч за круговою системою. Переможець групи ставав чемпіоном. Два очки присуджувались за перемогу, один за нічиєю і нуль за поразку. У разі рівності очок у двох лідируючих команд призначався додатковий матч.

## Стадіони
| Буенос-Айрес      | Буенос-Айрес      | Авельянеда        |
| ----------------- | ----------------- | ----------------- |
| Монументаль       | Гасометро         | Індепендьєнте     |
| Місткість: 67,664 | Місткість: 75,000 | Місткість: 57.858 |
|                   |                   |                   |

## Підсумкова таблиця
| Збірна    | І | В | Н | П | ГЗ | ГП | Р   | О  |
| --------- | - | - | - | - | -- | -- | --- | -- |
| Аргентина | 5 | 5 | 0 | 0 | 17 | 3  | +14 | 10 |
| Бразилія  | 5 | 3 | 1 | 1 | 13 | 7  | +6  | 7  |
| Парагвай  | 5 | 2 | 1 | 2 | 8  | 8  | 0   | 5  |
| Уругвай   | 5 | 2 | 0 | 3 | 11 | 9  | +2  | 4  |
| Чилі      | 5 | 2 | 0 | 3 | 8  | 11 | −3  | 4  |
| Болівія   | 5 | 0 | 0 | 5 | 4  | 23 | −19 | 0  |

| 12 січня  | Аргентина | 2 | 0 | Парагвай |
| 16 січня  | Бразилія  | 3 | 0 | Болівія  |
| 16 січня  | Уругвай   | 1 | 0 | Чилі     |
| 19 січня  | Чилі      | 2 | 1 | Парагвай |
| 19 січня  | Аргентина | 7 | 1 | Болівія  |
| 23 січня  | Бразилія  | 4 | 3 | Уругвай  |
| 26 січня  | Парагвай  | 4 | 2 | Болівія  |
| 26 січня  | Аргентина | 3 | 1 | Чилі     |
| 29 січня  | Уругвай   | 5 | 0 | Болівія  |
| 29 січня  | Бразилія  | 1 | 1 | Парагвай |
| 2 лютого  | Аргентина | 3 | 1 | Уругвай  |
| 2 лютого  | Бразилія  | 5 | 1 | Чилі     |
| 8 лютого  | Чилі      | 4 | 1 | Болівія  |
| 8 лютого  | Парагвай  | 2 | 1 | Уругвай  |
| 10 лютого | Аргентина | 2 | 0 | Бразилія |

## Чемпіон
| Чемпіон Південної Америки 1946 |
| ------------------------------ |
| Аргентина 8-й титул            |

## Найкращі бомбардири
7 голів
- Хосе Марія Медіна

5 голів
- Анхель Амадео Лабруна
- Норберто Мендес
- Зізінью

4 голи
- Хуан Баутіста Вільяльба

3 голи
- Елено
- Хорхе Арая
- Атіліо Кремаскі

2 голи
- Адольфо Педернера
- Хуан Карлос Сальвіні
- Мігель Передо
- Франсіско Арамбуру
- Жаїр да Роза Пінто

Автогол
- Хуан Баутіста Коронель